# Недељом по подне
„Недељом по подне” је југословенска телевизијска серија снимљена 1978. године у продукцији Телевизије Београд.

## Улоге
| Глумац            | Улога   |
| ----------------- | ------- |
| Дина Чолић        | Домаћин |
| Дуња Ланго        | Домаћин |
| Драган Николић    | Гага    |
| Милош Радивојевић | Домаћин |
| Јелена Тинска     |         |

Комплетна ТВ екипа ▼
| Редитељ            | Станко Црнобрња   |                          |
| Продуцент          | Јелена Ђукић      | извршни продуцент        |
| Продуцент          | Маринковић Малиша | продуцент                |
| Монтажер           | Миланка Нановић   |                          |
| Менаџер продукције | Бојан Маљевић     | вођа снимања (1978—1979) |